# The She Trinity
The She Trinity war eine kanadisch-britische Popgruppe der späten 1960er Jahre mit ausschließlich weiblicher Besetzung. Alle Bandmitglieder spielten Instrumente, was für eine Girlgroup dieser Zeit recht ungewöhnlich war.

## Geschichte
Die ursprünglich kanadische Gruppe bestand aus Shelly Gillespie, Sue Kirby und Robin Yorke. Mitte der 1960er gingen sie nach London; dort kam Pauline Moran dazu. 1966 bekamen sie einen Plattenvertrag bei Columbia Records. Ihre erste Single He Fought the Law war eine vielbeachtete Coverversion von I Fought the Law der Bobby Fuller Four.
Nach weiteren Singles nahmen sie 1966 ihre Version von Yellow Submarine der Beatles auf. Danach gab es einige Personalwechsel bei der She Trinity. Zeitweise gehörten Marion „Rusty“ Hill, Eileen Woodman, Janet Baily, Barbara Thompson, Beryl Marsden und Inger Jonnsson zur Band, während andere absprangen.
In Frankreich trat die Gruppe gelegentlich unter dem Namen British Maid auf. Nach ihrer letzten Single Hair löste sich die Band um 1970 herum auf.

## Diskografie
- 1966: He Fought the Law / The Union Station Blues
- 1966: Have I Sinned / Wild Flower
- 1966: Wild Flower / The Man Who Took the Valise Off the Floor of Grand Central Station at Noon
- 1966: Yellow Submarine / Promise Me You'll Never Cry
- 1967: Across the Street / Over and Over Again
- 1969: Hair / Climb That Tree